# ليفين إتش كامبل جونيور
ليفين إتش كامبل جونيور (بالإنجليزية: Levin H. Campbell, Jr.)‏ هو عسكري أمريكي، ولد في 23 نوفمبر 1886 في واشنطن العاصمة في الولايات المتحدة، وتوفي في 17 نوفمبر 1976 في أنابولس في الولايات المتحدة.